# Аксінтеле (комуна)
Аксінтеле (рум. Axintele) — комуна у повіті Яломіца в Румунії. До складу комуни входять такі села (дані про населення за 2002 рік):
- Аксінтеле (1881 особа)
- Бербетеску (246 осіб)
- Хорія (817 осіб)

Комуна розташована на відстані 56 км на схід від Бухареста, 48 км на захід від Слобозії, 134 км на південний захід від Галаца, 146 км на південний схід від Брашова.

## Населення
За даними перепису населення 2002 року у комуні проживали 2944 особи. Усі жителі комуни рідною мовою назвали румунську.
Національний склад населення комуни:
| Національність | Кількість осіб | Відсоток |
| -------------- | -------------- | -------- |
| румуни         | 2929           | 99,5%    |
| цигани         | 15             | 0,5%     |

Склад населення комуни за віросповіданням:
| Релігія     | Кількість осіб | Відсоток |
| ----------- | -------------- | -------- |
| православні | 2942           | 99,9%    |
| бретрени    | 1              | < 0,1%   |
| лютерани    | 1              | < 0,1%   |